# Dio non è grande
Dio non è grande. Come la religione avvelena ogni cosa è un saggio scritto da Christopher Hitchens.
È stato pubblicato per la prima volta nel 2007 in Gran Bretagna con il titolo "God Is Not Great: The Case Against Religion" (Dio non è grande. Una requisitoria contro la religione). Il libro si presenta come un atto di accusa nei confronti di tutte le religioni istituzionalizzate.

## Sinossi
(God Is Not Great - Chapter One)
In 19 capitoli, l'autore affronta le tematiche più spinose delle tre religioni monoteiste (ebraismo, islam e cristianesimo) e di alcune religioni orientali (induismo e buddhismo in primis) accusandole di colpevolizzare la sessualità, controllare scrupolosamente ciò che mangiamo, esacerbare la nostra propensione al senso di colpa moltiplicando i divieti più arbitrari, di demonizzare la Scienza e di essersi da sempre fatte complici dell'oscurantismo e della superstizione.
Fonti di odio e di divisioni sociali, Hitchens dimostra come le religioni e i loro seguaci più fanatici mettano in pericolo il mondo in cui viviamo ritenendoli responsabili dei conflitti armati tra le Nazioni e dei genocidi interetnici. Dimostra come la loro morale sessuale (rapporti prematrimoniali, preservativi, omosessualità, adulterio) al pari delle loro dissennate politiche verso problemi di salute (AIDS, vaccini, droga) abbiano conseguenze ulteriormente devastanti sulle popolazioni già povere del pianeta, a causa di un'interpretazione troppo letterale dei loro libri considerati sacri, portatori di dettami che nessuno può mettere in discussione.
(Hanif Kureishi, Voice Literary Supplement)
L'autore definisce le religioni come "creazioni umane", figlie dirette dell'ignoranza e acerrime nemiche della ragione: tre fattori che portano Hitchens a dire che esse avvelenano ogni aspetto della nostra vita. Smonta le loro pretese metafisiche, le quali, se messe a diretto confronto con il pensiero critico, contraddicono tutte le scoperte scientifiche, arrivando a postulare la totale incompatibilità tra l'uso della ragione e la professione di fede; infatti "ogni tentativo di conciliare la fede con la ragione e la scienza è votato al fallimento".
Il libro è a tratti percorso da una vena satirica, con cui Hitchens ridicolizza alcuni aspetti delle religioni, come ad esempio la paura dei maiali tra gli ebrei e i musulmani. Auspica che gli esseri umani sbarrino definitivamente le porte ad un certo tipo di irrazionalità e facciano propri gli ideali illuministici, affinché la Terra diventi un pianeta più vivibile.

## Critiche e apprezzamenti
In un'analisi dettagliata del modo in cui il libro esamina la Bibbia ed i Vangeli, William J. Hamblin, professore di storia alla università mormona Brigham Young, conclude:
L'apologeta mormone Daniel C. Peterson, professore di studi islamici e lingua araba alla Università Brigham Young, attacca l'esattezza delle affermazioni di Hitchens, concludendo:
Il critico religioso Frank Brennan descrive il libro come una affermazione delle origini marxiste di Hitchens, in contrasto con l'affermazione di altri che lo avevano definito neoconservatore:
Oltre alle critiche, il libro ha ricevuto numerosi apprezzamenti. Il giornalista francese Fabrice Rousselot nel suo articolo "Athée souhait" scrive:
In una recensione del Publishers Weekly si legge:
Bruce DeSilva della Associated Press ha scritto:
DeSilva continua "Hitchens non ha nulla di nuovo da dire, sebbene si debba riconoscere che lo dica eccezionalmente bene."
La stampa italiana: "Hitchens costruisce un implacabile atto di accusa contro le follie cui l'uomo si abbandona nel nome di una fede: oscurantismo, superstizione, intolleranza, senso di colpa, terrore verso la sessualità, anti-secolarismo. Contro questi non-valori, e memore della grande tradizione laica anglosassone, Hitchens reclama un ritorno alle idee dell'illuminismo, intessendo un elogio arguto e a tratti commovente della ragione umana. Un saggio che senza mai rinunciare alle armi dell'ironia e del paradosso, costringe faziosamente il lettore a schierarsi."

## Edizione
- Christopher Hitchens, Dio non è grande. Come la religione avvelena ogni cosa, Einaudi, 2007. ISBN 88-06-18337-0 (4ª edizione)[12][13]